# Sofia Knights 2019
Questa voce raccoglie le informazioni riguardanti i Sofia Knights nelle competizioni ufficiali della stagione 2019.

## Amichevoli
| Sofia 21 settembre 2019, ore 19:00 | Sofia Knights | 18 – 26 | Blagoevgrad Griffins | Sporten Kompleks Akademika IV km |

## Campionato bulgaro di football americano 2019

### Stagione regolare
| Sofia 28 settembre 2019, ore 10:00 | Sofia Bulldozers | 63 – 0 | Sofia Knights | Sporten Kompleks Akademika IV km |

| Sofia 5 ottobre 2019, ore 10:00 | Sofia Knights | 23 – 14 | Blagoevgrad Griffins | Sporten Kompleks Akademika IV km |

| Sofia 19 ottobre 2019 | Sofia Knights | 0 – 1 (a tavolino) | Sofia Bulldozers | Sportakademie Wassil Lewski |

| Krupnik 9 novembre 2019, ore 15:00 | Blagoevgrad Griffins | 18 – 0 | Sofia Knights | Arena Krupnik |

## Statistiche di squadra
| Competizione | %Vittorie | In casa | In casa | In casa | In casa | In casa | In casa | In trasferta | In trasferta | In trasferta | In trasferta | In trasferta | In trasferta | Totale | Totale | Totale | Totale | Totale | Totale |
| Competizione | %Vittorie | G       | V       | N       | P       | Pf      | Ps      | G            | V            | N            | P            | Pf           | Ps           | G      | V      | N      | P      | Pf     | Ps     |
| ------------ | --------- | ------- | ------- | ------- | ------- | ------- | ------- | ------------ | ------------ | ------------ | ------------ | ------------ | ------------ | ------ | ------ | ------ | ------ | ------ | ------ |
| Amichevoli   | .000      | 1       | 0       | 0       | 1       | 18      | 26      | 0            | 0            | 0            | 0            | 0            | 0            | 1      | 0      | 0      | 1      | 18     | 26     |
| Campionato   | .250      | 2       | 1       | 0       | 1       | 23      | 15      | 2            | 0            | 0            | 2            | 0            | 81           | 4      | 1      | 0      | 3      | 23     | 96     |
| Totale       | .200      | 3       | 1       | 0       | 2       | 41      | 41      | 2            | 0            | 0            | 2            | 0            | 81           | 5      | 1      | 0      | 4      | 41     | 122    |